# Saint-Pierre-le-Vieux (Lozère)
 Saint-Pierre-le-Vieux  es una población y comuna francesa, situada en la región de Languedoc-Rosellón, departamento de Lozère, en el distrito de Mende y cantón de Le Malzieu-Ville.

## Demografía
| 284 | 260 | 230 | 234 | 236 | 241 |
| Para los censos de 1962 a 1999 la población legal corresponde a la población sin duplicidades (Fuente: INSEE [Consultar]) |     |     |     |     |     |